# Still It's Not Over
Still It's Not Over es una canción del dúo del género electrónico Erasure publicada en su álbum World Be Gone en 2017. En 2018, también formó parte del álbum World Beyond.

## Descripción
Still It's Not Over pese a no haberse editado como sencillo, fue la segunda canción en darse a conocer como adelanto del álbum World Be Gone -después de Love You to the Sky- a modo de homenaje.

En 2018, Still It's Not Over fue uno de los tres videos adelantos del álbum World Beyond (los otros fueron Oh What A World y Just A Little Love).